# Rolvenden
Rolvenden är en ort och civil parish i grevskapet Kent i sydöstra England. Orten ligger i distriktet Ashford, cirka 5 kilometer sydväst om Tenterden. Tätorten (built-up area) hade 814 invånare vid folkräkningen år 2021.
I civil parishen ligger även orten Rolvenden Layne.